# Paradoks Abilene
Paradoks Abilene (ang. Abilene paradox) sformułował w 1974 roku Jerry B. Harvey. Paradoks ten polega na zgadzaniu się na podjęcie decyzji w grupie, gdyż każdy z osobna myśli, iż wszyscy pozostali tego chcą, choć w rzeczywistości każdy członek grupy uważa ją za niesłuszną. 